# Bauan
Bauan, officiellement la municipalité de Bauan (tagalog: Bayan ng Bauan), est une municipalité de 1re catégorie dans la province de Batangas, aux Philippines. Selon le recensement de 2015, elle a une population de 91 297 personnes.

## Géographie
Bauan est une ville de plaine située dans le centre de Batangas, qui abrite des montagnes et des collines. Elle a également des stations balnéaires avec Sampaguita Beach dans le barangay Sampaguita dans la partie occidentale de la ville considérée comme l'une des plus remarquables,.
La ville est délimitée par la municipalité de San Luis au nord, la municipalité de San Pascual à l'est et la municipalité de Mabini au sud/sud-ouest. Elle est également bordée par la baie de Balayan à l'ouest et par la baie de Batangas au sud-est. Les véhicules peuvent accéder à la ville en provenance de ces villes.
Selon la Philippine Statistics Authority, la municipalité a une superficie de 53,31 kilomètres carrés, soit 1,71% de la superficie totale de Batangas de 3 119,75 kilomètres carrés.

## Note et référence
1. ↑  Census of Population, "Region IV-A (Calabarzon)", Total Population by Province, City, Municipality and Barangay, PSA, 2015. consulté le 20 juin 2016.
2. ↑  Maria Rona Beltran, SAMPAGUITA BEACH RESORT IN BAUAN, BATANGAS.
3. ↑  iviangita, Sampaguita Beach: A Hidden Gem in Batangas, 27 avril 2016.
4. ↑  "Province: Batangas", PSGC Interactive, Quezon City, Philippines: Philippine Statistics Authority, consulté le 12 nov. 2016.